# Bad Vibes Forever
Bad Vibes Forever es el cuarto y último álbum de estudio del rapero estadounidense XXXTentacion. Fue lanzado el 6 de diciembre de 2019 a través de Bad Vibes Forever y Empire. Es su segundo álbum en solitario póstumo y su último álbum después de su muerte el 18 de junio de 2018. El álbum fue lanzado el 6 de diciembre de 2019 y presenta apariciones especiales de Lil Wayne, Blink-182, Tory Lanez, Stefflon Don, Mavado, Ky-Mani Marley, Rick Ross, Vybz Kartel y otros.
"Royalty" fue lanzado el 19 de julio de 2019, como el sencillo principal de Bad Vibes Forever. "Hearteater", originalmente una canción descartada de ?, fue lanzado oficialmente el 22 de octubre de 2019. Bad Vibes Forever no logró igualar el éxito de la lista de álbumes anteriores de XXXTentacion, debutando en el número cinco en el Billboard 200. Atrajo críticas decepcionantes similares a Skins.

## Lista de canciones
| N.º | Título                                                     | Producer(s)     | Duración |  |
| 1.  | «Introduction»                                             | John Cunningham | 1:43     |  |
| 2.  | «Ex Bitch»                                                 | Cunningham      | 2:01     |  |
| 3.  | «Ugly»                                                     | XXXTentacion    | 1:31     |  |
| 4.  | «Bad Vibes Forever» (con PnB Rock y Trippie Redd)          | Cunningham      | 2:30     |  |
| 5.  | «School Shooters» (con Lil Wayne)                          | Sheff           | 1:33     |  |
| 6.  | «I Changed Her Life» (con Rick Ross)                       | Cunningham      | 1:48     |  |
| 7.  | «Triumph»                                                  | Cunningham      | 2:46     |  |
| 8.  | «Limbo» (con Killstation)                                  | Judge           | 3:14     |  |
| 9.  | «Before I Realize»                                         | Cunningham      | 1:34     |  |
| 10. | «Ecstasy» (con Noah Cyrus)                                 | XXXTentacion    | 4:00     |  |
| 11. | «Kill My Vibe» (con Tom G)                                 | Sheff           | 2:08     |  |
| 12. | «Hot Gyal» (con Tory Lanez y Mavado)                       | JonFX           | 2:14     |  |
| 13. | «The Only Time I Feel Alive» (with Craig Xen)              | Sheff           | 2:43     |  |
| 14. | «The Interlude That Never Ends»                            | XXXTentacion    | 2:28     |  |
| 15. | «Daemons» (con Kemba y Joey Badass)                        | Chanslin        | 2:52     |  |
| 16. | «Attention!»                                               | Cunningham      | 2:00     |  |
| 17. | «Eat It Up»                                                | Ronny J         | 1:45     |  |
| 18. | «Voss» (con Sauce Walka y Carnage)                         | Carnage         | 1:47     |  |
| 19. | «Royalty» (con Ky-Mani Marley, Stefflon Don y Vybz Kartel) | JonFX           | 3:23     |  |
| 20. | «Won't Grow Old (I Won't Let Go)» (con Jimmy Levy)         | Cunningham      | 2:11     |  |
| 21. | «Hearteater»                                               | Cunningham      | 2:16     |  |
| 22. | «Northstar» (remix; con Joyner Lucas)                      | Mally Mall      | 2:46     |  |
| 23. | «Chase/Glass Shards» (con Ikabod Veins)                    | XXXTentacion    | 2:18     |  |
| 24. | «Numb the Pain»                                            | Cunningham      | 1:22     |  |
| 25. | «It's All Fading to Black» (con Blink-182)                 | Cunningham      | 2:31     |  |